# Jhenaigati
Jhenaigati är ett underdistrikt i Bangladesh. Det ligger i den norra delen av landet, 170 km norr om huvudstaden Dhaka.
Trakten runt Jhenaigati består till största delen av jordbruksmark. Runt Jhenaigati är det tätbefolkat, med 849 invånare per kvadratkilometer.